# Act of War: High Treason
Act of War: High Treason è un'espansione del videogioco di strategia in tempo reale con componenti di tipo tattica in tempo reale Act of War: Direct Action (del tutto in 3D), ambientata in vari stati del mondo durante un'immaginaria guerra in un ipotetico futuro prossimo, in cui si deve costruire e controllare un esercito; sviluppata da "Eugen Systems" e distribuita nell'anno 2006.
Il titolo base ha avuto anche un'altra espansione Act of War: Manhattan Treason distribuita nell'anno 2007 e fatta anch'esso dalla stessa casa di sviluppo.

## Modalità di gioco
Ci sono altre tre campagne (di varie missioni in serie con filmati di intermezzo fatti dal vivo) per il gioco in singolo, relative a: Task Force Talon, Consorzio e USA. 
Inoltre sono forniti alcune mappe e scenari con obiettivi di vario tipo utilizzabili sia per il gioco in gruppo (con protocollo di comunicazione TCP/IP) su LAN o con modem in due e su Internet (con modem), utilizzando applicazioni e siti per il gioco "on-line", che in singolo contro il computer come schermaglia-"skirmish".
Il titolo in più ora mette a disposizione le forze navali (ma non nella schermaglia), alcuni altri tipi di unità ed inoltre introduce anche la possibilità di reclutare molte squadre di Mercenari schierabili con le tre fazioni di base.